# كيان لولي
كيان روبرت لولي (بالإنجليزية: Kian Robert Lawley)، من مواليد 2 سبتمبر 1995 في سيوكس سيتي، آيوا، هو ممثل وصانع محتوى أمريكي.

## روابط خارجية
- كيان لولي على موقع IMDb (الإنجليزية)
- كيان لولي على موقع ميتاكريتيك (الإنجليزية)
- كيان لولي على موقع روتن توميتوز (الإنجليزية)
- كيان لولي على موقع قاعدة بيانات الأفلام العربية
- كيان لولي على موقع ألو سيني (الفرنسية)
- كيان لولي على موقع أول موفي (الإنجليزية)
- كيان لولي على موقع قاعدة بيانات الفيلم (الإنجليزية)
- كيان لولي على موقع كينوبويسك (الروسية)